# Josué Martins Romão
Josué Martins Romão  (Moita, 13 de abril de 1918 - Coimbra, 30 de outubro de 2006) foi um membro do Partido Comunista Português e resistente antifascista, participante da Revolta dos Marinheiros de 1936.

## Biografia

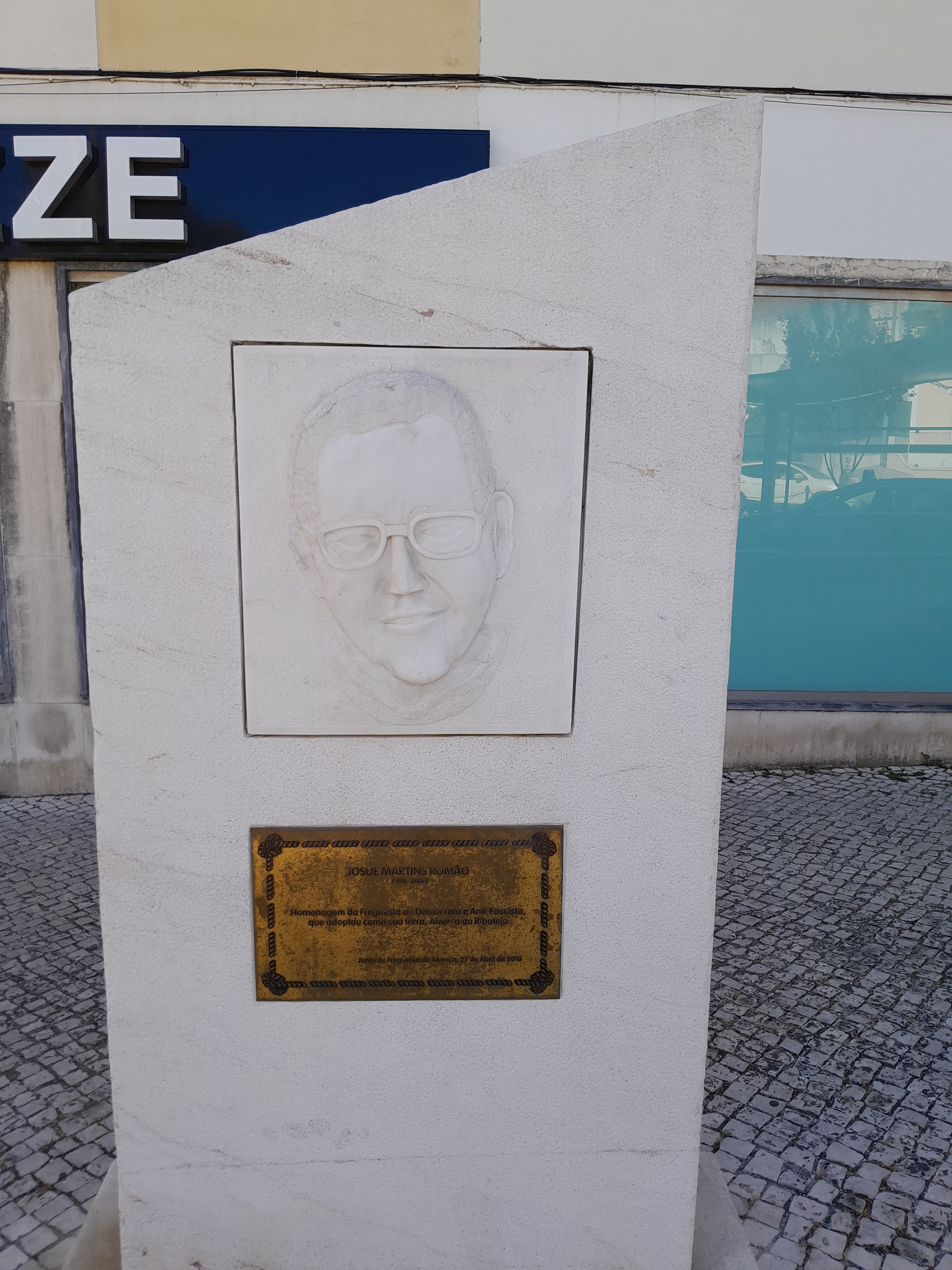
Um monumento nos subúrbios de Lisboa

Nasceu na Moita do Ribatejo em 13 de Abril de 1918. Filho de pai operário e mãe doméstica. Após concluir a escola primária, na Moita, trabalhou como auxiliar no sanatório Rainha D. Amélia no Lumiar e mais tarde nos trabalhos de reparação da via férrea para a CP. Aos 16 anos ingressou como voluntário na Marinha de Guerra Portuguesa, no Arsenal do Alfeite. Dois anos mais tarde, em 8 de Setembro de 1936 participou na Revolta dos Marinheiros contra a ditadura fascista do Estado Novo a bordo do navio “Bartolomeu Dias”. Em consequência deste ato, foi preso juntamente com os seus companheiros marinheiros na Penitenciária de Lisboa e julgado por um Tribunal Político que o condenou a uma pena de 16 anos de trabalhos forçados no Campo de Concentração do Tarrafal , recentemente criado por decreto de António de Oliveira Salazar. Com apenas 18 anos, Josué Martins Romão inaugurou então, juntamente com outros camaradas marinheiros e companheiros antifascistas, aquele que ficou conhecido como o Campo da Morte Lenta. Aí cumpriu integralmente a pena à qual fora condenado, tendo sofrido humilhações e castigos vários, inclusivamente o isolamento na “frigideira”, uma construção em cimento exígua, exposta ao sol e sem ventilação que servia para os castigos mais severos. No Campo de Concentração do Tarrafal tornou-se militante do PCP, partido que representou e defendeu até ao fim dos seus dias. Em 1952 foi libertado e regressou a Portugal. Nesse mesmo ano casou com Margarida Amélia Ferreira do Carmo e passou a residir em Alverca do Ribatejo, freguesia do concelho de Vila Franca de Xira. Integrou os corpos gerentes de várias colectividades de Alverca do Ribatejo e demonstrou ser sempre um cidadão pró-activo e preocupado com os direitos de todos os alverquenses. Após o 25 de Abril de 1974 foi re-integrado na Marinha de Guerra Portuguesa com o posto de Sargento-Ajudante e fez parte do Clube de Sargentos e também da Associação 25 de Abril.
Em 1999 o presidente da República, Jorge Sampaio, condecorou Josué Martins Romão com a Ordem da Liberdade .
Faleceu aos 88 anos, na madrugada de 30 de outubro de 2006, precisamente 70 anos após a sua chegada ao Tarrafal .